# Cordylomera nyassae
Cordylomera nyassae är en skalbaggsart som beskrevs av Ferreira 1957. Cordylomera nyassae ingår i släktet Cordylomera och familjen långhorningar.
Artens utbredningsområde är:
- Malawi.
- Moçambique.
- Zimbabwe.

Inga underarter finns listade i Catalogue of Life.